# Nuvolera
Nuvolera ist eine norditalienische Gemeinde (comune) mit 4759 Einwohnern (Stand 31. Dezember 2023) in der Provinz Brescia in der Lombardei. Die Gemeinde liegt etwa 11 Kilometer östlich von Brescia am Rio Rudone. 

## Verkehr
Durch die Gemeinde führt die Strada Statale 45 bis Gardesana Occidentale von Cremona nach Trient.